# Oratorio di Sant'Antonio Abate (Casella)
L'oratorio di Sant'Antonio Abate è un luogo di culto cattolico situato nel comune di Casella, in piazza Don Pietro Vergante, nella città metropolitana di Genova.

## Storia e descrizione
Ancora oggi luogo d'incontro dei membri della confraternita, fu posta la prima pietra l'11 maggio 1556 dal prete forlivese Domenico da Dovadola. Presenta al suo interno un pregiato pavimento in cotto e ai lati "le banche" ove erano soliti sedersi i confratelli dell'oratorio durante le celebrazioni liturgiche o di preghiera.
Presso questo oratorio, sin da quando Casella era ancora un paese rurale, si producevano gli stampi per le focacce recanti l'effigie di sant'Antonio Abate, protettore degli animali domestici e degli agricoltori. Ancora oggi, in occasione della ricorrenza del santo del 17 gennaio e la domenica successiva, vengono prodotti e venduti i cosiddetti "pani di Sant'Antonio". I pani venivano distribuiti dopo la benedizione del bestiame e, successivamente, appesi alle porte delle stalle, attribuendogli la virtù di allontanare le malattie del bestiame e le calamità naturali.
Tra i vari oggetti qui conservati anche due grandi "cristi" (crocifissi processionali): il Cristo bianco e il Cristo moro.